# Michael Lottner
Michael Lottner (* 3. Januar 1899 in Katzdorf; † 23. April 1945 in Regensburg) war ein deutscher römisch-katholischer Polizei-Ruheständler und Märtyrer.

## Leben
Michael Lottner wuchs in dem landwirtschaftlichen Betrieb seiner Eltern auf und besuchte die Volksschule in Neunburg vorm Wald. Von 1917 bis 1918 leistete er Kriegsdienst und erwarb sich Orden und Ehrenzeichen. Nach dem Besuch der Polizeischule in Fürstenfeldbruck wurde er Gendarm. In Regenstauf heiratete er 1927. 1934 hatte er in Leuchtenberg einen schweren Unfall, der ihn zwang, sich 1935 in den Ruhestand versetzen zu lassen. Er ging nach Regensburg, erlitt 1939 einen weiteren Unfall mit Behinderung und wurde deshalb im Zweiten Weltkrieg nicht eingezogen.
Bei den Regensburger Ereignissen vom 23. April 1945 um Domprediger Johann Maier stand Michael Lottner in unmittelbarer Nähe Maiers. Bei dem sich entwickelnden Handgemenge mit den anrückenden Coburger Volkssturmmännern wurde er verhaftet, beim Verhör misshandelt und von Hans Hoffmann, Kreisamtsleiter der NSV (Nationalsozialistische Volkswohlfahrt), und HJ-Bannführer Rupert Müller mit zwei Schüssen in Kopf und Brust getötet. (Endphaseverbrechen) Seine Leiche wurde am Tage darauf neben die Leichen von Domprediger Maier und Josef Zirkl gelegt.

## Gedenken
Die deutsche Römisch-katholische Kirche hat Michael Lottner als Märtyrer aus der Zeit des Nationalsozialismus in das deutsche Martyrologium des 20. Jahrhunderts aufgenommen. Sein Name steht auf dem 1975 von Richard Triebe gefertigten Mahnmal in Regensburg (Dachauplatz). 2012 wurde vor dem Haus Glockengasse 8 zu seiner Erinnerung ein Stolperstein verlegt. Eine Gedenktafel befindet sich ferner am Neubau der Industrie- und Handelskammer Regensburg. Im Stadtteil Prüfening von Regensburg ist eine Straße nach ihm benannt.